# 相内誠
相内 誠（あいうち まこと、1994年7月23日 - ）は、千葉県富津市出身（柏市生まれ）の元プロ野球選手。キックボクサー。2014年から2017年の登録名は「誠」（まこと）。現在は格闘家やYouTuberとして活動。

## 経歴

### プロ入り前
小学校4年生の時に野球を始め、富津市立天羽中学校は軟式野球部に所属。家庭の事情で中学生時代を児童養護施設で過ごした。
千葉国際高等学校（現：翔凜高等学校）時代は1年生時の夏にベンチ入り。2年生時の夏の甲子園・千葉大会の対千葉県立松戸馬橋高等学校戦では、先頭打者から9連続奪三振を記録。3年生時の春季県大会では5試合40回を投げ47奪三振、防御率0.00だった。同年の第94回全国高等学校野球選手権大会・千葉大会では2試合に救援登板し、1イニングずつを投げ無失点だったが、チームは3回戦で敗退。高校時代は「房総のダルビッシュ」の異名をとった。
2012年10月25日に行われたプロ野球ドラフト会議にて埼玉西武ライオンズから2巡目指名を受けた。11月15日、契約金7000万円、年俸700万円（金額は推定）で仮契約を締結。背番号は「41」が用意された。
仮契約後の12月4日深夜、東京湾アクアラインの木更津金田インターチェンジ付近にて仮免許運転違反と速度超過の容疑で千葉県警に摘発された。7日、高校側は相内の無期限謹慎処分を発表。これにより入団手続きは一時凍結され、12月13日に行われた新人入団会見も欠席した。

### 西武時代
2013年1月初旬、無期限謹慎から学校内謹慎に変更され、その後は個別に授業を受け自主練習を行った。3月9日、2度の面談を経た西武は、本人が反省しており社会的制裁も十分受けたこと、および学校側の謹慎も解除されたことから入団凍結解除を発表。翌10日に入団記者会見が行われ、11日に支配下選手登録された。なお、背番号は用意されていた「41」ではなく「71」となり、年俸も当初の700万円から70万円差し引かれた630万円となった。3月28日、千葉家庭裁判所木更津支部は相内を保護観察処分としたことを発表し、同年9月まで保護観察を受けていた。8月7日のイースタン・リーグ チャレンジ・マッチ（二軍の育成試合）の対フューチャーズ（若手選手の混成チーム）戦でプロ入り初登板。二軍公式戦では6試合に登板し0勝3敗、防御率6.30だった。シーズンオフには岩尾利弘、田中靖洋、藤澤亨明と共にオーストラリアン・ベースボールリーグのメルボルン・エイシズに派遣され、ウインターリーグへ参加。11月27日、登録名を「誠」に変更すると発表された。
2014年1月22日、球団は相内が未成年にもかかわらず飲酒・喫煙をした事実があったと発表。これは1月14日に球団公式ホームページの意見欄に相内が飲食店で飲酒をしている旨の投書があり、球団が本人に確認したところ事実と認めたもの。またその中で2013年11月、12月にも東京都内で飲酒ならびに喫煙をしていたことが明らかになった。これに対し球団は22日付で相内に6か月間の対外試合出場停止等の処分を課し、併せて夜間外出禁止や、ユニフォーム着用禁止などの処置を検討。2月1日からの春季キャンプについては、B班（二軍）帯同となった。7月22日に処分が解け、23日のイースタン・リーグの対千葉ロッテマリーンズ戦で先発し、5回を投げ1失点だった。9月13日に一軍登録され、同日の対東北楽天ゴールデンイーグルス戦にて一軍初登板初先発を果たすも、2回2/3を投げ4失点で敗戦投手になった。シーズンオフに福倉健太郎、佐藤勇、宮田和希、藤澤亨明と共に2年連続でオーストラリアン・ベースボールリーグのメルボルン・エイシズに派遣され、ウインターリーグへ参加。
2015年は一軍登板がなかった。二軍では22試合に登板、イ・リーグ最多の142回1/3を投げ、12勝7敗、防御率4.24で同リーグの最多勝利投手となった。オフに背番号が「41」に変更。
2016年は春季キャンプで痛みを感じていた腰をかばいながら投げ続けたことで右肘を痛めた。2月29日、右肘靭帯のけがにより全治3か月と診断を受ける。7月19日、イースタン・リーグの対ロッテ戦にて2番手で実戦復帰し、1回を投げ無失点を記録。同年の一軍初登板となった9月3日の対千葉ロッテマリーンズ戦では、先発して3回2/3を投げ7失点だった。
2017年は一軍初登板となった5月28日の対楽天戦で先発し2回0/3を投げ8失点で、敗戦投手となった。
2018年から登録名を「相内 誠」に再変更した。4月10日、イースタン・リーグの対北海道日本ハムファイターズ戦に先発登板予定だったが、西武第二球場からメットライフドームへの道中、運転する乗用車をガードレールに衝突させる自損事故を起こし、球団から数試合の出場停止と1年間の運転禁止処分が科された（同日の試合の先発は南川忠亮に変更）。5月25日の対北海道日本ハムファイターズ戦でシーズン一軍初登板、初先発したが5回3失点で敗戦投手となる。結局、シーズンでの一軍先発登板はこれのみにとどまった。
2019年は4月25日の対ロッテ戦で6回4失点と粘投し勝利投手の権利を得るも、終盤に同点となりプロ初勝利は叶わなかった。5月3日の先発登板では4回途中8失点と打ち込まれる。この試合が最後の一軍登板となった。シーズンオフに背番号を「66」に変更。
2020年4月12日、新型コロナウイルス感染拡大防止の観点から、球団が全チーム関係者に自宅待機および不要不急の外出禁止と定めていた期間中にもかかわらず、千葉県内のゴルフ場でプレイすべくチームメイトの佐藤龍世が運転する車で外出。その際、佐藤の運転する自動車が道路交通法に違反する危険走行をしていた事実が判明する。同年8月20日、佐藤とともに球団から無期限の対外試合出場禁止およびユニホーム着用禁止の処分を受けた。同シーズンは開幕から謹慎直前まで一軍公式戦登板がなかった。9月28日、佐藤に対する東京地方裁判所の初公判を執行、佐藤は「同乗していた先輩の相内さんの指示に従った」と陳述していたことが10月1日に報じられる。それに反応してか、2日未明に自身のInstagramのストーリー機能にて、真っ暗な背景で「あきれる。」とだけ記した投稿を行った。11月3日に戦力外通告を受けた。10月18日には自身のInstagramのストーリー機能にて周囲への感謝を記し、野球から離れることを示唆しており、戦力外通告発表の同日には現役引退の意向であることが報じられた。

### 格闘家転身
戦力外通告ならびに引退報道の同日、スポーツニッポンは相内が格闘家転身の意向を固めていることを報じた。相内はプロ入り前、野球の練習の合間にジムでキックボクシングのトレーニングを積んでおり、一時は進路を迷うほどのめり込んでいたという。スポーツニッポンの取材に対し、相内は「1年勝負でやってみたい。自信はあります」と意気込みを語った。
2020年12月26日に記者会見を開き、翌2021年2月28日の『RISE ELDORADO 2021』（横浜アリーナ）にキックボクサーとして出場すると発表。
2月28日、横浜アリーナにて開催された『RISE ELDORADO 2021』でDelgermuru拳信王と65.0kg契約で対戦し、1Rに3ノックダウンを奪われ敗北した。
2021年11月27日、『BreakingDown』の第3回大会に出場し、フェザー級（66kg以下）の立ち技ワンマッチで柴田海都から右ストレートでダウンを奪い、2戦目でアマチュアながら初勝利を収めた。
2022年2月16日、『RISE FIGHT CLUB』で元Jリーガーの安彦考真 (44歳)と対戦。元プロサッカー選手vs元プロ野球選手の対決として注目を集めるも、1R1分51秒でKO負けした。
2023年は体重を減量し、シュートボクシングに挑戦。2月12日の『SHOOT BOXING 2023 act.1』で再起戦が組まれたが、仲田光大との対戦で2R1分32秒でKO負けした。
格闘家以外の活動として、2020年12月27日にアパレル事業へ進出した旨をInstagramにて報告。シンプルなデザインを特徴とするブランド「SIEL」（シエル）を設立。ほか、バー事業への進出も示唆している。

## プロ野球選手としての特徴
最速145km/hの直球、変化球は、カーブ、スライダー、カットボール、フォーク、縦のスライダーを投じる。

## 詳細情報

### 年度別投手成績
| 年 度     | 球 団     | 登 板 | 先 発 | 完 投 | 完 封 | 無 四 球 | 勝 利 | 敗 戦 | セ 丨 ブ | ホ 丨 ル ド | 勝 率 | 打 者 | 投 球 回 | 被 安 打 | 被 本 塁 打 | 与 四 球 | 敬 遠 | 与 死 球 | 奪 三 振 | 暴 投 | ボ 丨 ク | 失 点 | 自 責 点 | 防 御 率 | W H I P |
| --------- | --------- | ----- | ----- | ----- | ----- | -------- | ----- | ----- | -------- | ----------- | ----- | ----- | -------- | -------- | ----------- | -------- | ----- | -------- | -------- | ----- | -------- | ----- | -------- | -------- | ------- |
| 2014      | 西武      | 2     | 2     | 0     | 0     | 0        | 0     | 2     | 0        | 0           | .000  | 30    | 4.1      | 8        | 2           | 6        | 0     | 2        | 3        | 0     | 0        | 8     | 7        | 14.54    | 3.23    |
| 2016      | 西武      | 2     | 2     | 0     | 0     | 0        | 0     | 2     | 0        | 0           | .000  | 37    | 7.2      | 11       | 0           | 7        | 0     | 0        | 4        | 1     | 2        | 10    | 10       | 11.74    | 2.35    |
| 2017      | 西武      | 5     | 1     | 0     | 0     | 0        | 0     | 1     | 0        | 0           | .000  | 33    | 6.0      | 9        | 3           | 5        | 0     | 1        | 8        | 3     | 0        | 13    | 13       | 19.50    | 2.33    |
| 2018      | 西武      | 10    | 1     | 0     | 0     | 0        | 0     | 1     | 0        | 0           | .000  | 67    | 15.2     | 14       | 1           | 7        | 0     | 1        | 12       | 3     | 0        | 6     | 6        | 3.45     | 1.34    |
| 2019      | 西武      | 2     | 2     | 0     | 0     | 0        | 0     | 1     | 0        | 0           | .000  | 51    | 9.1      | 17       | 3           | 6        | 0     | 1        | 5        | 0     | 0        | 12    | 12       | 11.57    | 2.46    |
| 通算：5年 | 通算：5年 | 21    | 8     | 0     | 0     | 0        | 0     | 7     | 0        | 0           | .000  | 218   | 43.0     | 59       | 9           | 31       | 0     | 5        | 32       | 7     | 2        | 49    | 48       | 10.05    | 2.09    |

- 2020年度シーズン終了時
- 各年度の太字はリーグ最高

### 年度別守備成績
| 年 度 | 球 団 | 投手  | 投手  | 投手  | 投手  | 投手  | 投手     |
| 年 度 | 球 団 | 試 合 | 刺 殺 | 補 殺 | 失 策 | 併 殺 | 守 備 率 |
| ----- | ----- | ----- | ----- | ----- | ----- | ----- | -------- |
| 2014  | 西武  | 2     | 0     | 0     | 0     | 0     | ----     |
| 2016  | 西武  | 2     | 0     | 2     | 0     | 0     | 1.000    |
| 2017  | 西武  | 5     | 0     | 2     | 0     | 0     | 1.000    |
| 2018  | 西武  | 10    | 0     | 3     | 0     | 0     | 1.000    |
| 2019  | 西武  | 2     | 1     | 0     | 0     | 0     | 1.000    |
| 通算  | 通算  | 21    | 1     | 7     | 0     | 0     | 1.000    |

- 2020年度シーズン終了時

### 記録
投手記録
- 初登板・初先発登板：2014年9月13日、対東北楽天ゴールデンイーグルス19回戦（西武ドーム）、2回2/3を6被安打4失点で敗戦投手
- 初奪三振：同上、2回表に藤田一也から空振り三振[31]

### 背番号
- 71（2013年 - 2015年）
- 41（2016年 - 2019年）
- 66（2020年）

### 登録名
- 相内 誠（あいうち まこと、2013年、2018年 - 2020年）
- 誠（まこと、2014年 - 2017年）

## 格闘家としての戦績

### プロキックボクシング
| キックボクシング 戦績 | キックボクシング 戦績 | キックボクシング 戦績 | キックボクシング 戦績 | キックボクシング 戦績 | キックボクシング 戦績 | キックボクシング 戦績 |
| --------------------- | --------------------- | --------------------- | --------------------- | --------------------- | --------------------- | --------------------- |
| 3 試合                | (T)KO                 | 判定                  | その他                | 引き分け              | 無効試合              |                       |
| 0 勝                  | 0                     | 0                     | 0                     | 0                     | 0                     |                       |
| 3 敗                  | 3                     | 0                     | 0                     | 0                     | 0                     |                       |

| 勝敗 | 対戦相手         | 試合結果               | 大会名                  | 開催年月日    |
| ×    | 仲田光大         | 2R 1:32 KO（右ロー）   | SHOOT BOXING 2023 act.1 | 2023年2月12日 |
| ×    | 安彦考真         | 1R 1:51 TKO（膝蹴り）  | RISE FIGHT CLUB         | 2022年2月16日 |
| ×    | Delgermuru拳信王 | 1R 2:05 TKO（3ダウン） | RISE ELDORADO 2021      | 2021年2月28日 |

### アマチュアキックボクシング
| 勝敗 | 対戦相手 | 試合結果                   | 大会名         | 開催年月日     |
| ○    | 柴田海都 | 1R 0:25 KO（右ストレート） | BreakingDown 3 | 2021年11月27日 |